# Callionima calliomenae
Callionima calliomenae är en fjärilsart som beskrevs av Ludwig Wilhelm Schaufuss 1870. Callionima calliomenae ingår i släktet Callionima och familjen svärmare. Inga underarter finns listade i Catalogue of Life.

## Bildgalleri

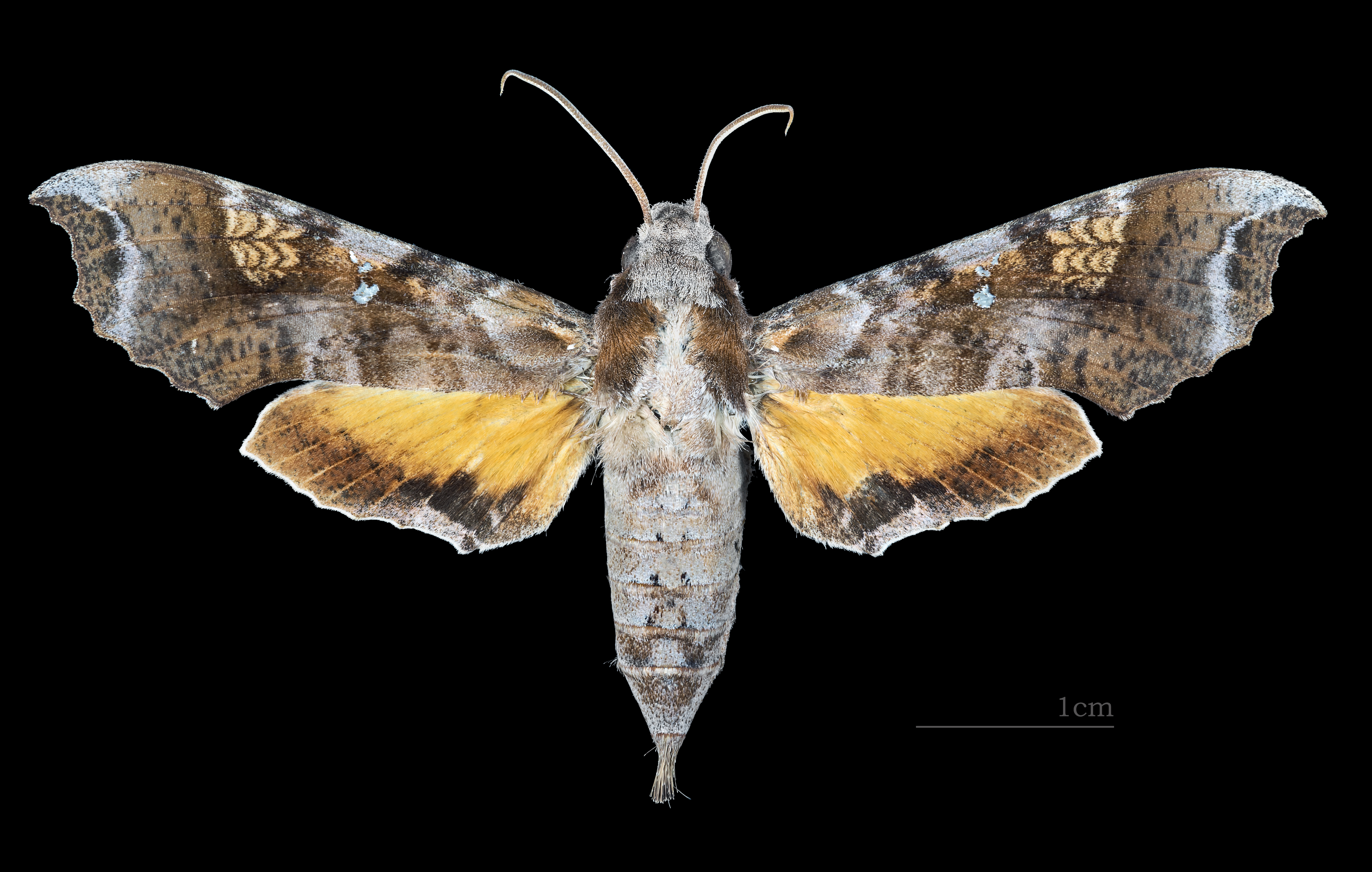
♀
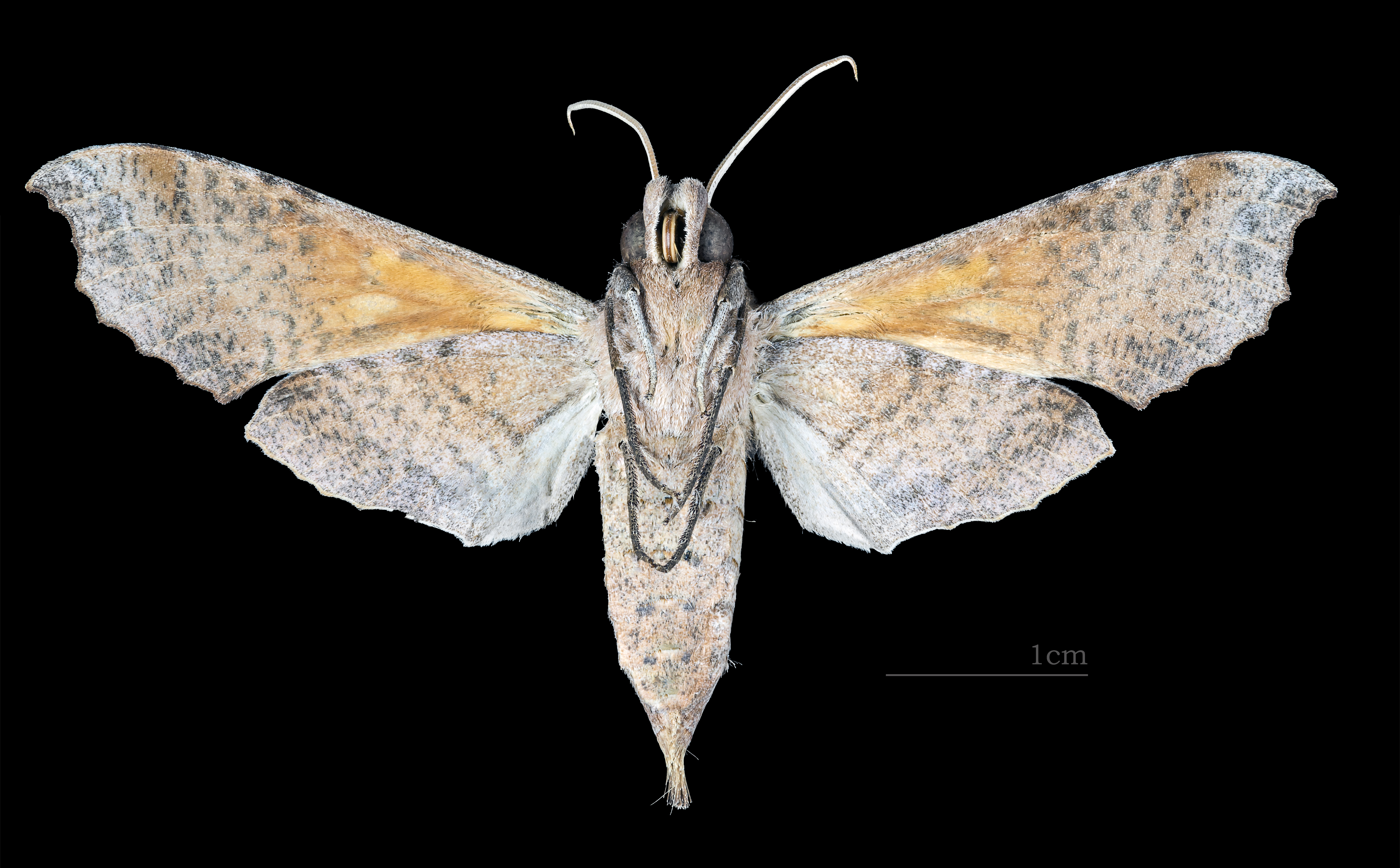
♀ △